# Pellegrinaggio bahai

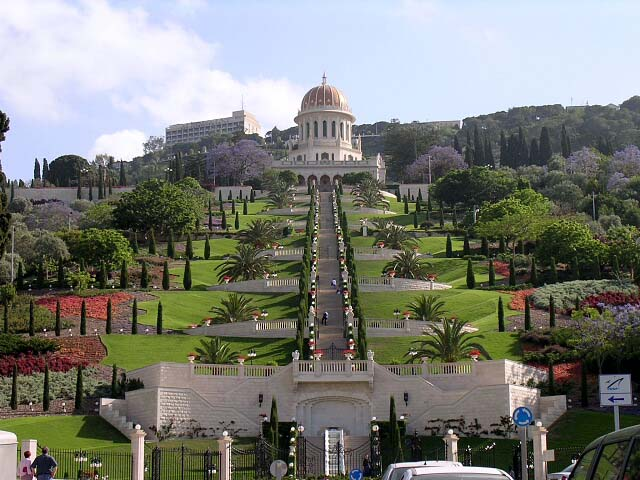
Il Mausoleo del Báb e le sue terrazze

Il pellegrinaggio Bahá'í consiste nella visita dei siti sacri bahá'í originariamente individuati da Bahá'u'lláh, il fondatore della religione bahá'í,  nella  casa che abitò a Baghdad e nella Casa del Báb a Shiraz in Iran.

## La prescrizione
Bahá'u'lláh fece questa prescrizione nel Kitáb-i-Aqdas e in due Tavole separate, note come Suriy-i-Hajj, indicando le modalità per ciascuno di questi due pellegrinaggi.
Stabilì l'obbligatorietà del pellegrinaggio una volta nella vita purché si fosse in condizione di poterlo affrontare e non vi si frapponessero ostacoli di alcuna natura, lasciando, tuttavia, liberi di scegliere la casa da visitare.
Successivamente 'Abdu'l-Bahá indicò il Mausoleo di Bahá'u'lláh, la Qiblih,  presso la Villa di Bahjí come meta di pellegrinaggio, senza prescrivere alcuna ritualità.

## Pellegrinaggio di nove giorni
Poiché non è possibile visitare attualmente i due siti indicati originariamente, il pellegrinaggio bahá'í per ora è limitato alla visita dei luoghi santi che si trovano ad Haifa, ad Acri, e nel complesso costituito dal Mausoleo di Bahá'u'lláh e dalla Villa di Bahjí con il loro adiacente giardino; non molto lontani dal Centro Mondiale Bahá'í, sul monte Carmelo.
Attualmente vengono organizzati dalle molte Comunità bahá'í sparse nel mondo solo dei pellegrinaggi in Israele, di nove giorni, in cui i pellegrini possono visitare i diversi siti sacri, ma è possibile fare anche una visita più breve di soli tre giorni .
Il pellegrinaggio di nove giorni non sostituisce quelli prescritti inizialmente da Bahá'u'lláh che i Bahá'í si riservano di effettuare, qualora si rendessero possibili, seguendo le concernenti indicazioni organizzative della Casa Universale di Giustizia.

### I siti

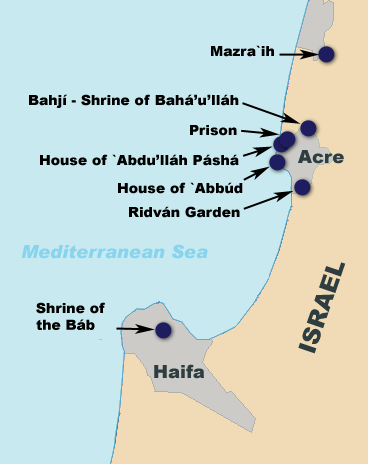
Località e siti del pellegrinaggio bahai

I siti che i Bahá'í visitano durante il pellegrinaggio di nove giorni sono:
Bahjí:
- Mausoleo di Bahá'u'lláh[3]
- Magione di Bahjí[4]

Haifa:
- Mausoleo del Báb[5]
- Terrazze bahai[6]
- Arco Bahai
  - Casa Universale di Giustizia[7]
  - Centro Internazionale di Insegnamento[8]
  - Centro per lo studio dei testi sacri bahai[9]
  - Archivio Internazionale Bahai[10]
- Giardini monumentali[11]
- L'area della futura biblioteca internazionale bahai[12]
- Casa di 'Abdu'l-Bahá[13]
- La sepoltura di Rúhíyyih Khanum[14]
- Case dei pellegrini
  - la casa a est dei pellegrini[15]
  - Haparsim Street 4, la prima casa a ovest dei pellegrini[16]
  - Haparsim Street 10, la seconda casa a ovest dei pellegrini[17]

San Giovanni d'Acri:
- Il Giardino di Ridván di San Giovanni d'Acri[18]
- Casa di `Abbúd[19]
- La casa di `Abdu'lláh Páshá[20]
- Mazra'i[21]

Il pellegrinaggio di nove giorni è aperto solo ai Bahai e ai loro coniugi.